# Latidens salimalii
Latidens salimalii é uma espécie de morcego da família Pteropodidae. Endêmica da Índia, onde é conhecida de apenas duas localidades: uma na Reserva de Tigres Periyar em Kerala, e outra na Reserva de Tigres Kalakkad-Mundunthurai, Kardana Coffee Estate, Megamalai, High Wavy Mountains em Tamil Nadu.